# Asclepias erosa
Asclepias erosa là một loài thực vật có hoa trong họ La bố ma. Loài này được Torr. mô tả khoa học đầu tiên năm 1858.

## Hình ảnh

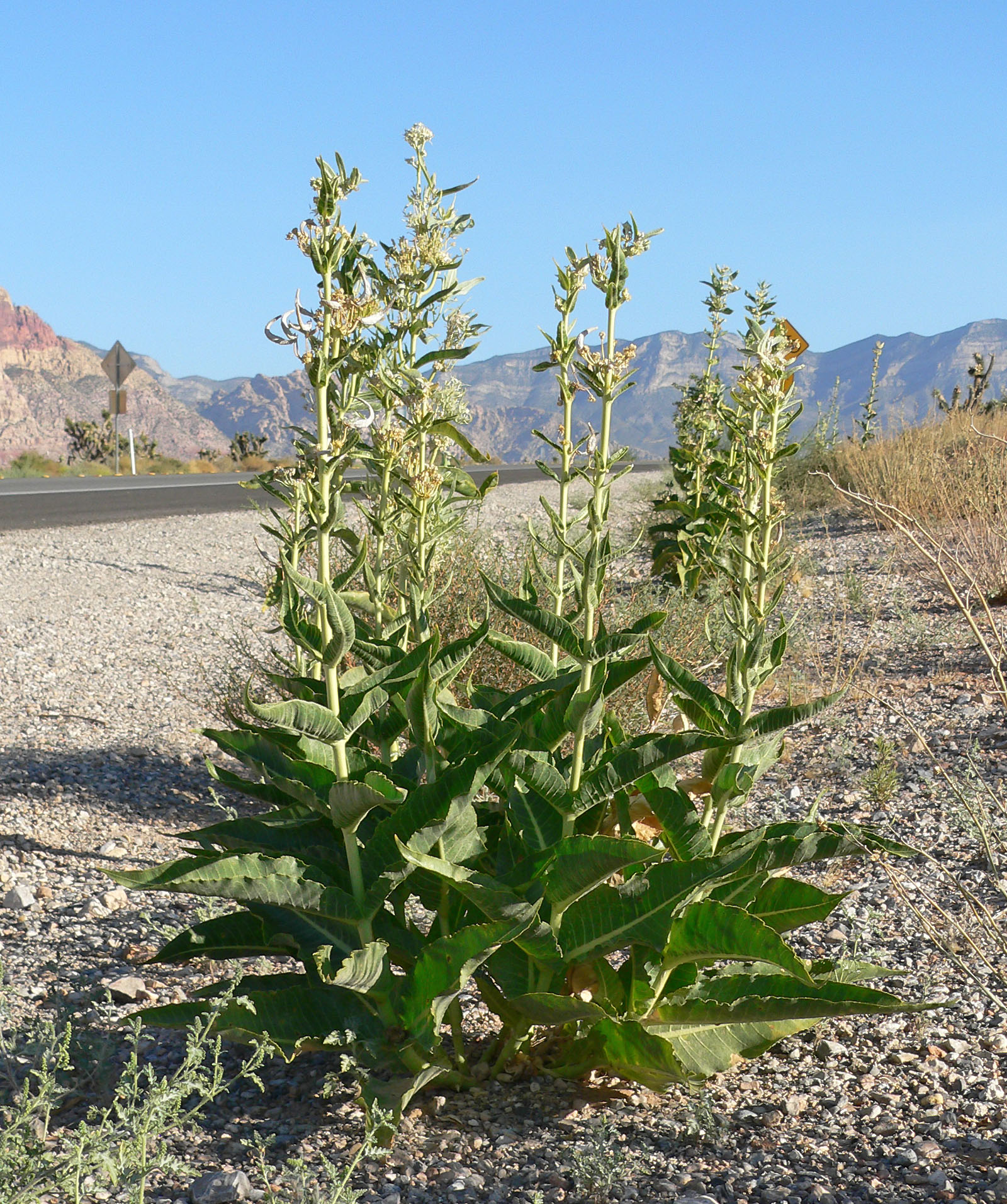
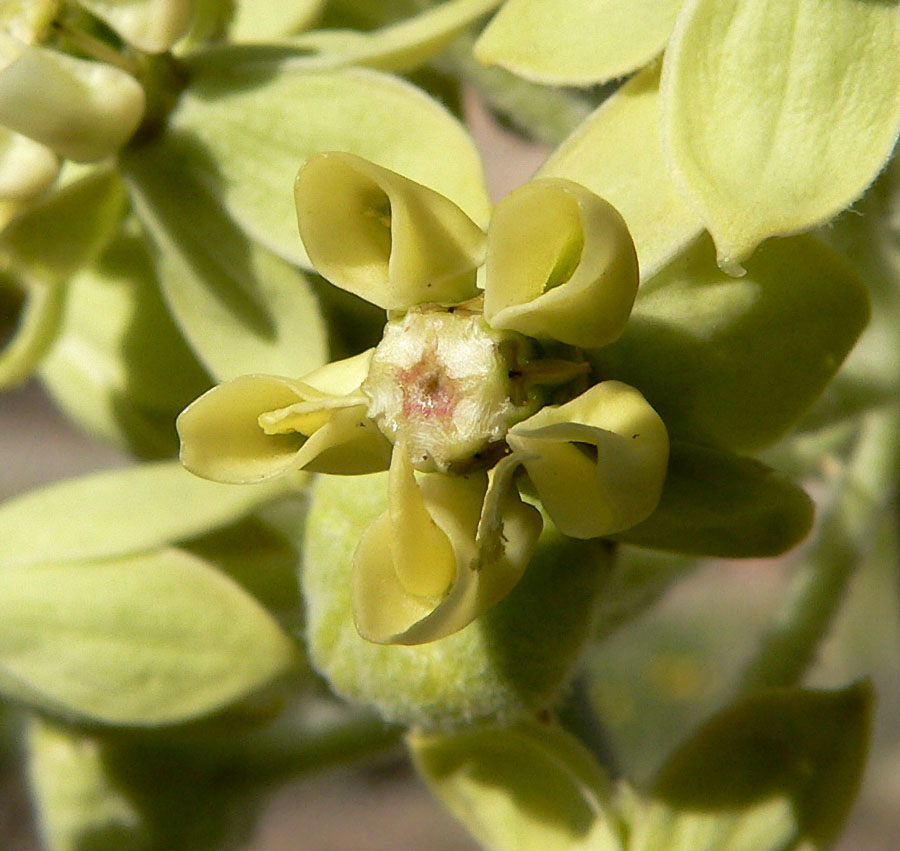
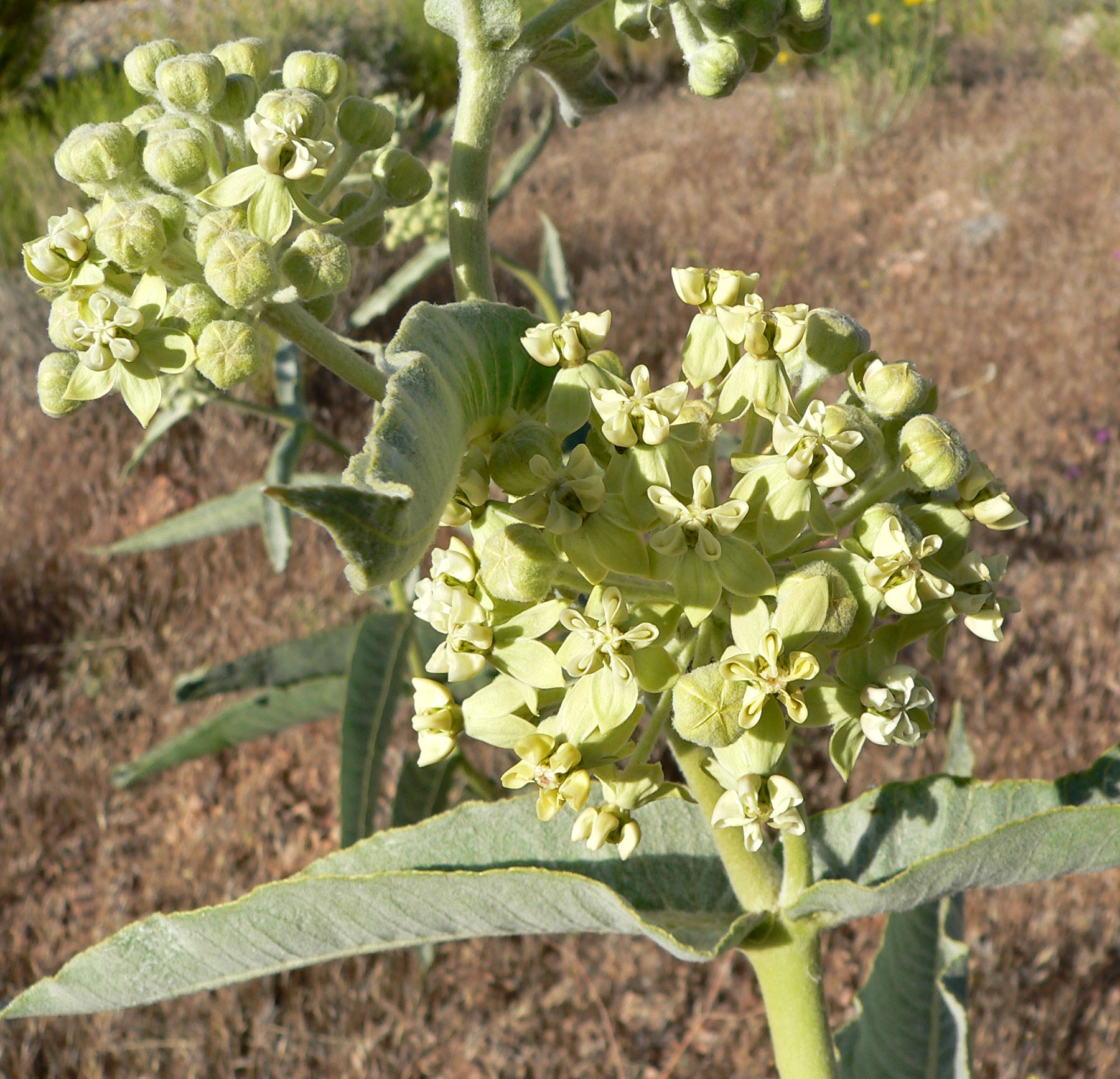
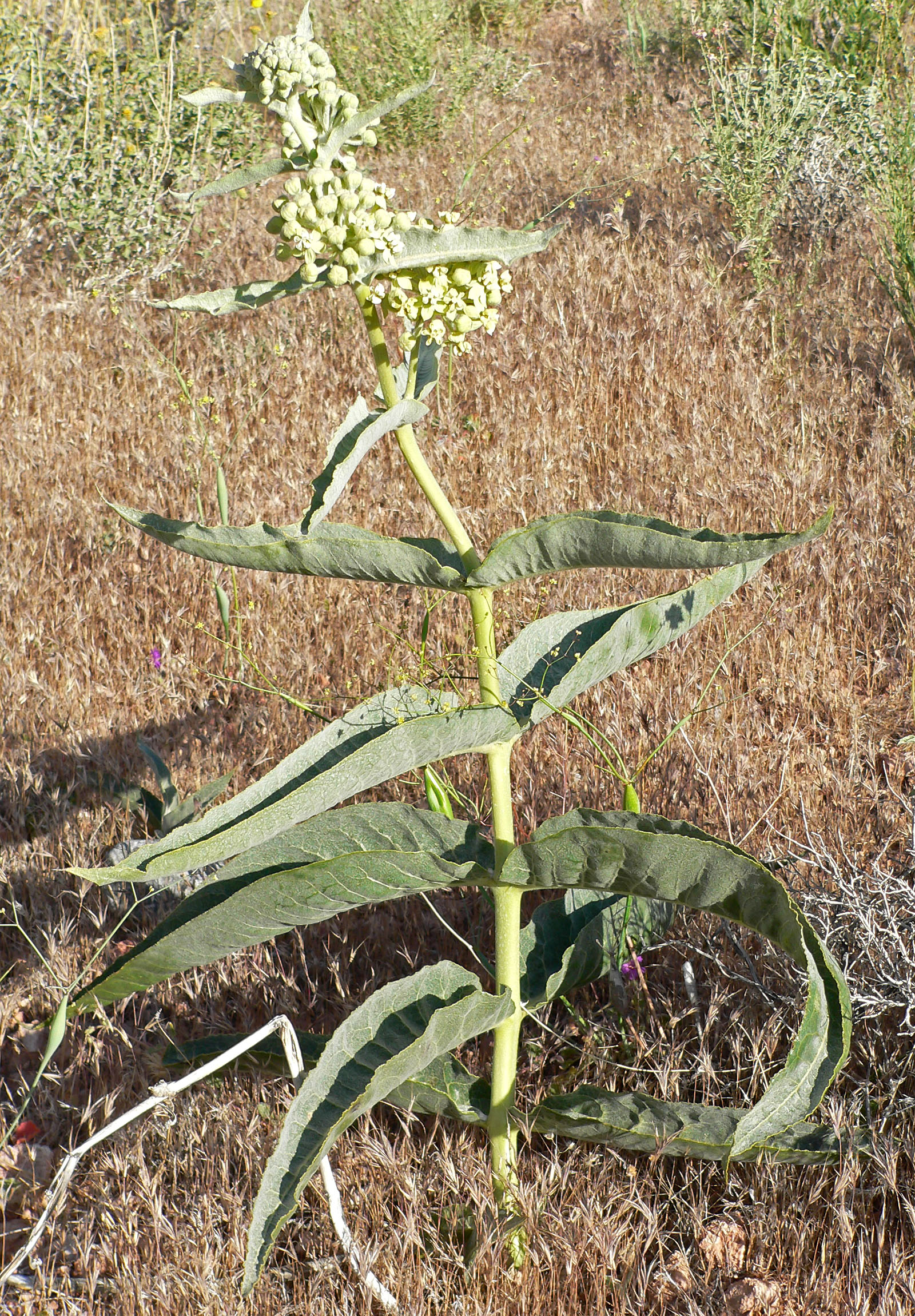